# Incentivo perverso
Incentivo perverso é uma forma de incentivo que possui um resultado não desejado e não pretendido, contrário aos interesses daqueles que originalmente promoveram o incentivo.

## Exemplos
- Em Hanói, ainda sob o domínio colonial francês, um programa pagava às pessoas uma recompensa a cada rato, de forma a exterminar a praga de ratos. Entretanto, isso levou à criação intencional de ratos.[1] No mesmo sentido, em 1903 o brasileiro Osvaldo Cruz, diretor de Saúde Pública, foi incumbido pelo presidente Rodrigues Alves da responsabilidade de acabar com os ratos, transmissores da peste bubônica, no então Distrito Federal, mediante o pagamento de um tostão (100 réis) por rato morto, o que levou ao surgimento de intermediários comerciais comprando os ratos mortos nos domicílios para receber a recompensa na Saúde Pública.[2]
- Os Órfãos Duplessis: entre 1945 e 1960, o governo canadense pagou 70 centavos diários por órfãos aos orfanatos, enquanto os hospitais psiquiátricos recebiam 2,25 dólares diários por paciente. Alegadamente, por volta de até 20 000 crianças orfanadas foram falsamente certificadas como mentalmente doentes de modo que a Igreja Católica pudesse receber os 2,25 dólares diários por pacientes.[3][4][5]
- Pagar os corpos de bombeiros por quantidade de ligações de emergência recebidas, com o objetivo de recompensar a produtividade pode desencorajar as atividades preventivas, que reduzem a quantidade de incêndios e resgates.[6]
- Os paleontólogos do século XIX em viagem à China costumavam pagar os camponeses por fragmento de osso de dinossauro fossilizado que fossem entregues. Mais tarde esses paleontólogos descobriram que os camponeses cavavam os ossos e os quebravam em muitos pedaços, de forma a aumentar o valor recebido.[7]
- Pagar os profissionais médicos e reembolsar os pacientes segurados para tratamento mas não para prevenção encoraja a negligência com o estado clínico até que o tratamento se faça necessário.[8] Também pagar apenas pelo tratamento também desencoraja a medicina preventida (que reduziria a demanda por tratamentos futuros e melhoraria a qualidade de vida. Pagar pelo tratamento pode gerar potencialmente um incentivo perverso para tratamentos desnecessários que podem ser prejudiciais.
- A legislação norte-americana para proteger espécies ameaçadas de extinção, o Endangered Species Act impõe restrições de desenvolvimento aos proprietários de terra que têm espécies nessa condição em sua propriedades. Enquanto se considera que as boas intenções da proposta para a vida silvestre, também motiva os proprietários a promover a destruição do habitat dessas espécies (p. ex, drenando pântanos, cortando árvores que abriguem espécies sob risco) por parte dos proprietários que temem perder o direito ao uso de suas terras em função de presença dessas espécies.[9] Em alguns casos, isso pode levar à caça e à morte deliberada dessas espécies para evitar a descoberta e o enquadramento na lei.
- O oferecimento de bônus aos executivos de companhias por reportar ganhos maiores na Fannie Mae e em outras grandes corporações levou esses executivos a inflarem artificialmente os ganhos das companhias e a priorizarem ganhos de curto prazo à custa da lucratividade de longo prazo.[10]
- Oferecer créditos de carbono para a destruição do gás do efeito estufa HFC-23 incentivou a produção do produto para arrefecimento HCFC-22 (também conhecido como clorodifluorometano) cuja produção incluía o HFC-23 como subproduto. Essa produção intensificada causou a redução significativa do preço do líquido de arrefecimento, incentivando as companhias que produzem refrigeradores a continuar a usá-lo, apesar dos efeitos ambientais adversos.[11][12]